# Jeyson Auza

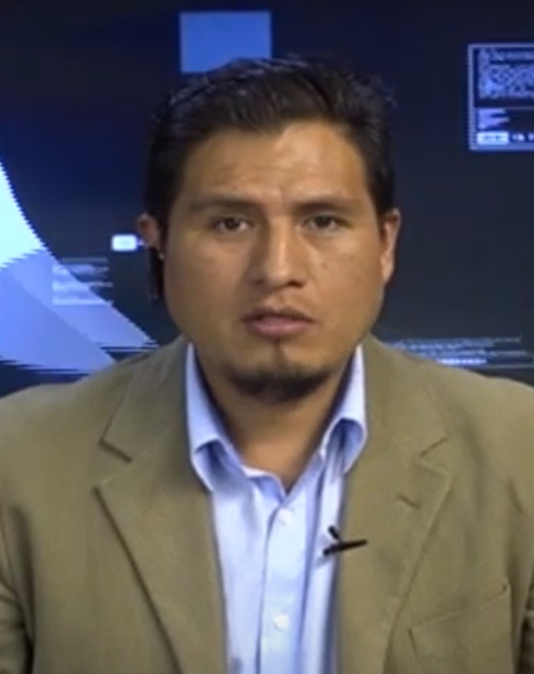
Jeyson Auza (2019)

Jeyson Marcos Auza Pinto (* 13. November 1981 in Sucre) ist ein bolivianischer Arzt und Politiker (MAS). Seit dem 16. Januar 2021 ist er Minister für Gesundheit und Sport Boliviens innerhalb der Regierung von Präsident Luis Arce.

## Biografie
Jeyson Auza wurde am 13. November 1981 in der Stadt Sucre im Departamento Chuquisaca geboren. Er schloss die Schule 1999 ab. Er begann ein Medizinstudium an der Universidad Mayor, Real y Pontificia de San Francisco Xavier in seiner Heimatstadt Sucre, das er einige Zeit später als Arzt abschloss. Er spezialisierte sich auf das soziale und kommunale Gesundheitswesen.
Im Laufe seines Berufslebens arbeitete Jeyson Auza vor allem in Einrichtungen des Gouverneursamtes von Chuquisaca während der Amtszeit von Gouverneur Esteban Urquizu, als Leiter der Abteilung für Gesundheit und Wohlfahrt des Straßenbauamtes (SEDCAM) von Chuquisaca und als kommissarischer Leiter der Abteilung für kommunale Gesundheit und soziale Mobilisierung des Gesundheitsamtes (SEDES) von Chuquisaca. Später gehörte er der Aufsichtsbehörde für kurzfristige Sicherheit (ASUSS) an.